# Clafotís

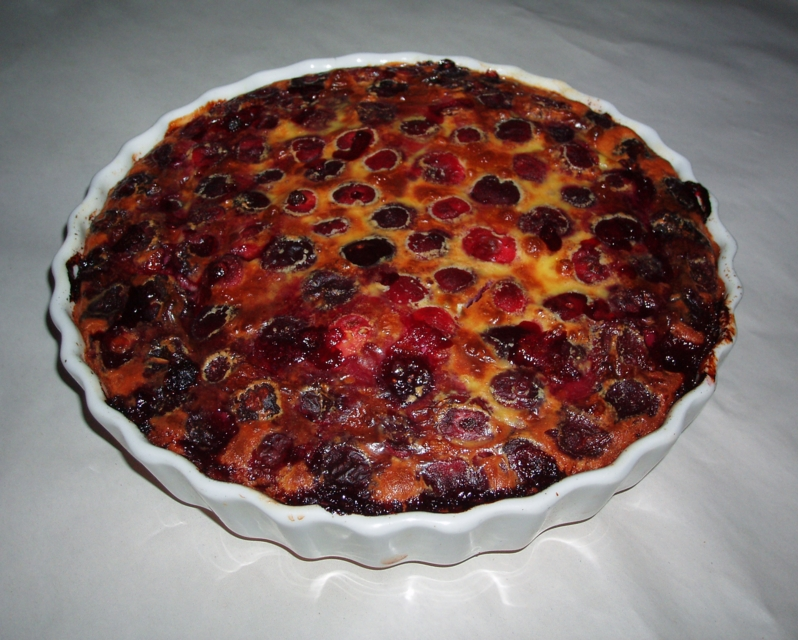
Se sol servir al recipient

El clafotís (de clafir, omplir atapeïdament) és un pastís típic de la cuina occitana originari de la regió del Llemosí i en la seva versió més tradicional guarnit amb cireres. La consistència del pastís sol ser la d'una quiche sense base, però en podem trobar de més o menys densos i fins i tot alguns que recorden una coca catalana de cireres o un pa de pessic amb cireres. És una de les preparacions més conegudes de la cuina llemosina i també pot fer-se amb prunes.
El nom del plat en català prodeceix de l'occità, també clafotís, del verb clafir, que és idèntic en català, significa "omplir atapeïdament" i fa referència a la manera de fer aquest dolç, en què primer s'aboca una base líquida a un recipient i després "s'omple" tota la superfície amb una capa de cireres, que hi suren, a tocar una amb l'altra. Sembla que aquest pastís es va popularitzar i estendre cap al nord de França durant el segle xix.

## Altres tartes nord-occitanes
No s'ha de confondre el clafotís amb un altre pastís de fruites del Llemosí, la flonyarda o flonharda; que es fa típicament amb pomes, però també amb altres fruites, i on primer es posen aquestes al motllo i després s'hi aboca una altra massa, més densa i compacta, que cuita semblarà més un pa de pessic o fins i tot una mica un crumble.
Altres tartes semblants però diferents són el milhar, milhard o milhàs i els creps llemosins de cireres, que no són fins com les filloas o els creps bretons sinó d'un o dos centímetres. En cuina llemosina és habitual trobar l'expressió "feu una pasta per a creps" en moltes receptes dolces o salades, com el mateix clafotís o les quiches, i es refereix sempre a aquestes creps gruixudes que recorden una truita. En realitat, les creps llemosines es fan amb la mateixa massa que el clafotís, amb la diferència que són individuals i es couen en una paella petita, una a una, en comptes de al forn.
A França i fins i tot a Occitània mateix, fóra del territori de la cuina llemosina, de vegades es confon el clafotís amb el milhar, que es fa al LLemosí i a Alvèrnia, o n'hi ha que pensen que milhàs és el nom que se li dona a Alvèrnia al clafotís. Però es tracta de dos pastissos diferents: la diferència més òbvia és el seu gruix, el clafotís té una alçada del mateix ordre que les cireres mentre que el milhàs és almenys el doble. La pasta també és diferent, el clafotís és una mica més lleuger i de textura una mica més similar a una quiche dolça mentre que el milhàs s'assembla més a un flam una mica compacte o a un púding.